# Ясноткоцветные
Ясноткоцве́тные (лат. Lamiáles) — по современной классификации APG IV порядок цветковых растений насчитывающий по состоянию на июнь 2024 года 24 семейства, 1 098 родов и 28 631 ботанический вид. Порядок включается в дочернюю кладу Ламииды, последовательно входящую в более крупные клады Астериды → Суперастериды → Эвдикоты → Цветковые растения.

## Характерные особенности
Порядок характеризуется супротивными листьями, железистыми волосками, в которых клетки головки возникают обычно только путём антиклинального деления, и редуцированным чаще всего до четырёх или двух тычинок андроцеем. За исключением Solanaceae и Tetrachondraceae Lamiáles имеют в качестве запасного углевода олигосахариды (напр., стахиозу) вместо крахмала и зигоморфные цветки. Далее порядок характеризуется химическими признаками, как, например, наличием определённых иридоидов.

## Классификация
В современной системе APG IV (2016) в порядок включено 24 семейства (количество родов и видов не актуализировано и указано по состоянию на июнь 2023 г.):
- Acanthaceae Juss., nom. cons. — Акантовые — 209 родов, 5508 видов
- Bignoniaceae Juss., nom. cons. — Бигнониевые — 80 родов, 928 видов
- Byblidaceae Domin, nom. cons. — Библисовые, монотипное с 1 родом Библис и 8 видами
- Calceolariaceae Olmstead[нем.] — Кальцеоляриевые — 2 рода, 278 видов
- Carlemanniaceae Airy Shaw — Карлеманниевые — 2 рода, 5 видов
- Gesneriaceae Rich. & Juss., nom. cons. — Геснериевые — 196 родов, 3690 видов
- Lamiaceae Martinov, nom. cons. — Яснотковые, или Губоцветные — 269 родов, 8135 видов
- Lentibulariaceae Rich., nom. cons. — Пузырчатковые — 3 рода, 425 видов
- Linderniaceae Borsch, Kai Müll. & Eb.Fisch. — Линдерниевые — 20 родов, 325 видов
- Martyniaceae Horan., nom. cons. — Мартиниевые — 5 родов, 15 видов
- Mazaceae Reveal — Мазусовые — 4 рода, 43 вида
- Oleaceae Hoffmanns. & Link, nom. cons. — Маслиновые, или Маслинные — 29 родов, 769 видов
- Orobanchaceae Vent., nom. cons. — Заразиховые — 99 родов, 2310 видов
- Paulowniaceae Nakai — Павловниевые — 3 рода, 12 видов
- Pedaliaceae R.Br., nom. cons. — Педалиевые, или Кунжутовые, или Сезамовые — 12 родов, 79 видов
- Phrymaceae Schauer, nom. cons. — Фримовые — 15 родов, 233 вида
- Plantaginaceae Juss., nom. cons. — Подорожниковые — 106 родов, 2235 видов
- Plocospermataceae Hutch. — Плокоспермовые, монотипное с 1 родом Плокосперма и 1 видом Плокосперма самшитолистная
- Schlegeliaceae Reveal — Шлегелиевые — 4 рода, 38 видов
- Scrophulariaceae Juss., nom. cons. — Норичниковые — 61 род, 2323 вида
- Stilbaceae Kunth, nom. cons. — Стильбовые — 11 родов, 41 вид
- Tetrachondraceae Wettst. — Тетрахондровые — 2 рода, 3 вида
- Thomandersiaceae Sreem., монотипное с 1 родом Томандерсия и 6 видами
- Verbenaceae J.St.-Hil., nom. cons. — Вербеновые — 31 род, 949 видов

### Таксономическое положение
- Lamiales  Bromhead, 1838, Mag. Nat. Hist. 2: 210

Порядок Ясноткоцветные включается в дочернюю кладу Ламииды, последовательно входящую в более крупные клады Астериды -> Суперастериды -> Эвдикоты -> Цветковые растения. Таксономическая схема в соответствии с Системой APG IV по состоянию на июнь 2024 года:
|  |                          |  |                                   | порядок Ясноткоцветные |  | 24 семейства |  | 1 098 родов |  | 28 631 вид |
|  |                          |  |                                   | порядок Ясноткоцветные |  | 24 семейства |  | 1 098 родов |  | 28 631 вид |
|  | клада Цветковые растения |  |                                   |                        |  |              |  |             |  |            |
|  |                          |  |                                   |                        |  |              |  |             |  |            |
|  |                          |  | ещё 63 порядка цветковых растений |                        |  |              |  |             |  |            |
|  |                          |  |                                   |                        |  |              |  |             |  |            |